# ألبير جاييه
ألبير جاييه (بالفرنسية: Albert Gayet) (ديجون، 17 سبتمبر 1856 - باريس، 9 مايو 1916)، عالم مصريات فرنسي ومدير لبعثة الحفائر في أنصنا من 1895 حتى 1911. اسمه بالكامل جان ماري فيليب ألبير جاييه، كان والده «أنطوان جاييه» تاجر جلود ووالدته «كلودين إيملي فليزيير».
عندما أنشأ أوجوست مارييت المجلس الأعلى للآثار المصرية في عام 1858 لم تكن الفترة الرومانية والقبطية على قمة أولوياته، لكنه قبل أن يبعث بألبير جاييه التلميذ الشاب وقتها والباحث مع جاستون ماسبيرو في مدرسة الدرسات العليا لمسافة 300 كيلومتر جنوب القاهرة إلى موقع انتنويه في بعثة مولها اميل جوميه من ليون رجل الصناعة الثري المحب للآثار عن طريق غرفة ليون التجارية والمجمع الفرنسي للحفائر الأثرية.

## انتنويه، بومبي المصرية
لمدة خمسة عشر عاما نقب ألبير جاييه في موقع انتنويه فأظهر معبد لرمسيس الثاني في 1896، واكتشف مقابر للقبط، بينما اكتشف جان كليدا (تلميذ آخر لجاستون ماسبيرو) موقع أديرة القديس يوحنا في سقارة ودير في بويط في مصر الوسطى. الاثنان معا ساهما في إعادة اكتشاف الفن القبطي وشاركا ما عثرا عليه بين متحف القاهرة ومتحف اللوفر.

## هوس قبطي (Coptomania) في أورربا
في عام 1902 نشر كتاب عن الفن القبطي يعتبر من أول الكتب في مجاله. اكتشافات ألبير جاييه دفعت العالم فلاديمير دوبوك (1850-1899) للسير على نهجه فأحضر من مصر قطع حجرية، أبواب مزخرفة، منسوجات لمتحف بوشكين في موسكو ومتحف هيرميتاج في سانت بطرسبرج.
شكلت المنسوجات القبطية التي عرضت في معرض باريس الدولي عام 1900 بداية ماعرف بالهوس القبطي في أوروبا. ففي عام 1930 في البندقية قام الرسام ومصمم الأزياء ماريانو فورتوني ذ مادرازو باستخدام طراز وأشكال الملابس التي تم الكشف عنها في الحفريات.
توفي ألبير جاييه في منزله في باريس عام 1916، وأورث مجموع اكتشافاته لأخته ماري، وبوفاتها عام 1924 آلت المجموعة إلى مدينة ديجون وبالتالي إلى متحف الفن الرفيع في ديجون والذي قام بترميم المجموعة المحتوية على 450 من قطع الملابس والمنسوجات والمطرزات.
يوجد شارع يحمل اسمه في ديجون (Rue Albert Gayet, 21000 Dijon, France).

## مؤلفاته
- L'Exploration des ruines d'Antinoë et la découverte d'un temple de Ramsès  enclos dan l'enceinte de la ville d'Hadrien (ط. الثانية). 1897. {{استشهاد بكتاب}}: الوسيط غير المعروف |éditeur= تم تجاهله يقترح استخدام |editor= (مساعدة)
- Le Costume en Égypte: du iiie au xiiie siècle. 1900. ISBN:978-1-141-67742-9. {{استشهاد بكتاب}}: الوسيط غير المعروف |publi= تم تجاهله (مساعدة) والوسيط غير المعروف |éditeur= تم تجاهله يقترح استخدام |editor= (مساعدة)
- Fantômes d'Antinoë : les sépultures de Leukyoné et Myrithis. {{استشهاد بكتاب}}: الوسيط غير المعروف |année= تم تجاهله يقترح استخدام |date= (مساعدة) والوسيط غير المعروف |éditeur= تم تجاهله يقترح استخدام |editor= (مساعدة)
- La Civilisation pharaonique. 1907. {{استشهاد بكتاب}}: الوسيط غير المعروف |éditeur= تم تجاهله يقترح استخدام |editor= (مساعدة)
- L'art persan. 1895. {{استشهاد بكتاب}}: الوسيط غير المعروف |consulté le= تم تجاهله يقترح استخدام |access-date= (مساعدة)، الوسيط غير المعروف |lieu= تم تجاهله يقترح استخدام |location= (مساعدة)، الوسيط غير المعروف |lire en ligne= تم تجاهله يقترح استخدام |url= (مساعدة)، الوسيط غير المعروف |pages totales= تم تجاهله يقترح استخدام |pages= (مساعدة)، الوسيط غير المعروف |éditeur= تم تجاهله يقترح استخدام |editor= (مساعدة)، وروابط خارجية في |lire en ligne= (مساعدة)
- Art arabe. 1891. {{استشهاد بكتاب}}: الوسيط غير المعروف |consulté le= تم تجاهله يقترح استخدام |access-date= (مساعدة)، الوسيط غير المعروف |lieu= تم تجاهله يقترح استخدام |location= (مساعدة)، الوسيط غير المعروف |lire en ligne= تم تجاهله يقترح استخدام |url= (مساعدة)، الوسيط غير المعروف |pages totales= تم تجاهله يقترح استخدام |pages= (مساعدة)، الوسيط غير المعروف |éditeur= تم تجاهله يقترح استخدام |editor= (مساعدة)، وروابط خارجية في |lire en ligne= (مساعدة)

## سيرة ببلوجرافية
- Florence Calament, « La révélation d’Antinoé par Albert Gayet, Histoire, archéologie, muséographie », في Bibliothèque d’études coptes, القاهرة, IFAO, no 18/1, 2005 (ردمك 2-7247-0366-9)

## مواقع خارجية
- نسب وشجرة العائلة